# Апостольский нунций в Германии
Апостольский нунций в Федеративной Республике Германия — дипломатический представитель Святого Престола в Германии. Данный дипломатический пост занимает церковно-дипломатический представитель Ватикана в ранге посла.
Нунциатура располагается в Берлине с 1925 года, до 1934 года пребывала в личной унии с апостольским нунцием в Пруссии. Между 1920 годом и 1925 годом нунциатура состояла в личной унии с Апостольским нунцием в Баварии, находясь в Мюнхене. После безоговорочной капитуляции Германии в 1945 году дипломатические отношения между Ватиканом и Германией были прерваны. Восстановлены только в 1951 году только для Западной Германии. После восстановления отношений нунциатура располагалась в Бонне. В 2001 году нунциатура снова переехала в Берлин.
Тремя римскими Папами, когда-то служившими в качестве нунциев на территории современной Германии, были Александр VII, Лев XII и Пий XII. В настоящее время Апостольским нунцием в Германии является Его Высокопреосвященство архиепископ Никола Этерович, который был назначен Папой Франциском 21 сентября 2013 года.

## Апостольские нунции в Германии

### В Священной Римской империи
Первым нунцием на территории современной Германии стал в 1511 году Лоренцо Кампеджо, как нунций и кардинал-протектор при императорском дворе. Его роль была ратифицирована в 1513 году новым Папой Львом X. Нунциатура стала постоянно аккредитованной в 1530 году, после чего нунции часто сопровождали Карла V — императора Священной Римской империи, даже когда он покидал императорскую территорию.
- Лоренцо Кампеджо (1511—1539);[1]
  - Карл фон Мильтиц, нунций в Саксонии в 1518 году, посол запросить Лютера отозвать свои тезисы, и Саксония отказаться от защиты Лютера.

### В Кёльне
Кёльнская нунциатура была учреждена в 1584 году для северо-запада Священной Римской империи и Рейнской области. Нунции в Кёльне были аккредитованы при архиепископах-курфюрстах Кёльна, Майнца и Трира. В 1596 году Нидерланды были отделены от нунциатуры в Кёльне, получив своего нунция в Брюсселе.
Кёльнские нунции (избранный список):
- Джованни Франческо Бономи (1584—1587), епископ Верчелли;
- Оттавио Мирто Франджипани (1587—1596), епископ Каяццо, с 1592 года епископ Трикарико;
- Чезаре Спечано (1592/96-1598);
- Кориолано Гарцадоро (1593/98-1606), епископ Оссеро;
- Аттильо Амальтео (1606—1610);
- Пьер Луиджи Карафа (1624—1634);
- Сириако Роччи (1630—1634);
- Фабио Киджи, будущий папа Александр VII (1639—1651)
- Франческо Буонвизи (1670—1672);
- Опицио Паллавичини (1672—1680);
- Себастьяно Танара (1687—1690);
- Джанантонио Давиа (1690—1696);
- Фабрицио Паолуччи (1696—1700);
- Джулио Пьяцца (1702—1706);
- Джованни Капрара Монтекукколи (1766—1775);
- Карло Беллисоми (1775—1785);
- Бартоломео Пакка (1786—1794);
- Аннибале делла Дженга, последний нунций в Кёльне и будущий Папа Лев XII (1794—1804).

Впоследствии стал Апостольским нунцием в Австрии.

### Апостольские нунции в Берлине
Германия и Святой Престол установили дипломатические отношения с 1 мая 1920 года. Архиепископ Эудженио Пачелли, нунций в Баварии, был назначен в личную унию «нунцием в Германии». Дипломатические отношения с Пруссией были установлены в 1925 году, по этому случаю Пачелли отказался от баварской нунциатуры, был назначен нунцием в Пруссии в личной унии с нунциатурой в Германии и в том же году переехал в Берлин. До ликвидации федеральных земель Германии в мае 1934 года нунций в Германии оставался также нунцием и в Пруссии. Отношения с Баварией сохранялись в полном объёме,  преемником Пачелли на посту нунция стал архиепископ Альберто Вассалло-Торрегросса. После ликвидации Баварии, как субъекта государственности в 1934 году, его посольский ранг снизился, но он продолжал дела, пока не оставил страну в 1936 году по настоянию нацистского режима.
- Эудженио Пачелли (будущий Папа Пий XII) (22 июня 1920 — 16 декабря 1929), нунций в Германии, в личной унии нунций в Баварии (1917—1925) и нунций в Пруссии (1925—1930);
- Чезаре Орсениго (25 апреля 1930 — 8 февраля 1945), в личной унии нунций в Пруссии (1930—1934), с 1944 года в Прётцеле, а в январе 1945 года в Айхштете, где он и умер в 1946 году;
- В 1945—1951 годах — вакансия, нет нунция в период оккупации Германии войсками союзников;
- Алоизиус Джозеф Мюэнк, как апостольский визитатор, в личной унии военного викария-делегата Вооруженных Сил Соединённых Штатов Америки в Германии, став нунцием в Бонне в 1951 году.

### Апостольские нунции в Бонне (только для Западной Германии)
В Западной Германии, официально Федеративная Республика Германия, получившей квази-суверенитет в 1951 году, отношения со Святым Престолом были восстановлены в ранге нунциатуры. Германская Демократическая Республика не имела дипломатических отношений с Ватиканом.
- Алоизиус Джозеф Мюэнк (9 марта 1951 — 9 декабря 1959);
- Коррадо Бафиле (13 февраля 1960 — 11 июля 1975);
- Гвидо дель Местри (12 августа 1975 — 3 августа 1984);
- Джузеппе Уак (3 августа 1984 — 21 июня 1991), с 1990 года его компетенция распространяется и на новые земли Германии;
- Лайоша Када (22 августа 1991 — 22 сентября 1995);
- Джованни Лайоло (7 декабря 1995 — 7 октября 2003), до 2001 года в Бонне.

### Апостольские нунции в Берлине с 2001 года
- Джованни Лайоло (7 декабря 1995 — 7 октября 2003), переехал в Берлин в 2001 году, как и федеральное правительство Германии;
- Эрвин Эндер (25 ноября 2003 — 15 октября 2007);
- Жан-Клод Периссе (15 октября 2007 — 21 сентября 2013);
- Никола Этерович  (21 сентября 2013 — настоящее время).